# Högt i det blå
Högt i det blå är ett studioalbum från 1993 av det svenska dansbandet Grönwalls, utgivet på Frituna.

## Låtlista
1. Mr Blue Eye
2. Gabriella
3. En calypso om kärleken
4. Vi två har varandra (The Two Step is Easy)
5. Mina röda skor
6. Åh Marie
7. Låt mig komma hem igen
8. Se på mig
9. Högt i det blå
10. Det är min dröm
11. I'm a Believer
12. Ett liv i en drömvärld (Domani, Domani)
13. Varje litet ögonkast (Every Little Thing)
14. Lyckan som du ger
15. Årets sång

### Fotnoter
1. ↑  ”Dansweb”. Arkiverad från originalet den 25 maj 2012. http://archive.is/2012.05.25-161313/http://www.dans-web.nu/skivor/index.php?pid=view&ref_cd=288. Läst 9 juni 2011.